# 白莲河乡
白莲河乡是中华人民共和国湖北省黄冈市罗田县下辖的一个乡。

## 行政区划
白莲河乡下辖以下村级行政区划单位：
白莲河社区、白杨坪村、归云村、牌形村、里半街村、上马石河村、张家山村、覆钟地村、李家垸村、土库村、华家冲村、邬家铺村、尤家咀村、张八塘村、香木河村、大坳冲村、白莲河村、黎明垸村、月山村、叶家冲村和叶家冲新村。